# Komtur (Amt)
Der Komtur (auch Kommentur, Commenthur, lateinisch commendator von commenda Kommende) war eine Amtsbezeichnung der geistlichen Ritterorden. Der Komtur war der Leiter und Verwalter einer Ordensniederlassung, der Kommende (auch Komturei), und damit Statthalter des Groß- bzw. Hochmeisters. Ihm unterstanden die Güter der Kommende.
Mehrere Kommenden bildeten eine Ballei (Ordensprovinz), der ein Bailli bzw. Landkomtur (commendator provincialis) vorgesetzt war.

## Aufgaben
Der Komtur übte neben der Vermögensverwaltung auch alle Befugnisse der Obrigkeit wie Landverleihung, Steuerwesen und Gerichtsbarkeit aus.
Im Johanniterorden war der Komtur weltlicher und geistlicher Vorgesetzter der Ordensbrüder und Diener sowie der Priester jener Kirchen, deren Patronat er besaß. Der Komtur besetzte die Pfarrämter seiner Komturei, besaß meist selbst aber nicht die Priesterweihe. Er wurde ausschließlich vom Großprior oder Prior berufen und nicht, wie in einigen anderen Ordensgemeinschaften, von den Ordensbrüdern gewählt.

## Erbkomture im Lazarusorden
Eine Besonderheit bilden im Lazarusorden die Erbkomture: Als Großmeister des Lazarusordens (1693–1720) erreichte der Marquis de Dangeau die Schaffung von Erbkommenden (Commanderies graduelles masculines et perpétuelles) durch königliches Dekret, welches von König Ludwig XIV. von Frankreich am 9. Dezember 1693 ausgestellt wurde. Diese Erbkommenden sind ausschließlich dem Großmeister unterstellt, und der jeweilige Komtur (Erbkomtur genannt) muss der Familie des ersten Erbkomturs angehören.

## Gegenwart
In deutschsprachigen Statthaltereien des Ritterordens vom Heiligen Grab zu Jerusalem ist eine Komturei die Untergliederung einer Provinz bzw. der Statthalterei selbst. Deren Leiter trägt den Titel „Leitender Komtur“. Ab dem 20. Jahrhundert finden sich auch „Leitende Komturdamen“.